# Anthony Blunt
Anthony Frederick Blunt, född 26 september 1907 i Bournemouth, död 26 mars 1983 i London, var en brittisk konsthistoriker och spion. Han tillhörde spionkvartetten Cambridge Four, vars övriga medlemmar var Guy Burgess, Kim Philby och Donald Maclean.
När Blunt var lektor vid universitetet i Cambridge i början av 1930-talet rekryterades han av Sovjetunionens underrättelsetjänst NKVD. Som anställd vid den brittiska underrättelsetjänsten MI5 1940–1945 lämnade han ut information till Sovjetunionen, och 1951 hjälpte han dubbelagenterna Guy Burgess och Donald Maclean att fly till Sovjetunionen. Blunt avslöjades 1964 men erhöll immunitet efter sin bekännelse; dock fråntogs han sin adliga titel 1979, efter att Margaret Thatcher gjort affären allmänt känd. 
Blunt författade ett flertal verk om fransk och italiensk konst. Han var professor i konsthistoria vid universitetet i London från 1947, chef för Courtauld Institute of Art 1947–1974 och Surveyor of the Queen's Pictures 1945–1972.